# Henrik Fleischer (Filmeditor)
Henrik Kofod Fleischer (* 19. März 1961 in Aasiaat) ist ein grönländisch-dänischer Filmeditor.

## Leben
Henrik Fleischer besuchte von 1985 bis 1989 die Dänische Filmschule. Seither hat er in zahlreichen dänischen Produktionen als Filmeditor mitgewirkt. 2019 war er zudem gemeinsam mit Michael Rosing Drehbuchautor von Otto Rosings Film Ukiutoqqami Pilluaritsi.

## Filmografie

### Filmeditor
- 1988: Time Out (Regie: Jon Band Carlsen)
- 1990: Kys mor, skat! (Regie: Carsten Sønder)
- 1992: Nøgen (Regie: Niels Arden Oplev)
- 1993: Smukke dreng (Regie: Carsten Sønder)
- 1995: Belma (Regie: Lars Hesselholdt)
- 1996: Portland (Regie: Niels Arden Oplev)
- 1996: Vølvens spådom (Regie: Maria Mac Dalland)
- 1996: Fart dræber (Regie: Trine Piil Christensen)
- 1996: Skæbnetimen (Regie: Eva Bjerregaard)
- 1997: NatMadsen (Serie)
- 1997: Gufol mysteriet (Serie)
- 1997: Headbang i Hovedlandet (Regie: Niels Arden Oplev)
- 1998: Helten Henning (Regie: Lars Hesselholdt)
- 1998: Pieces (Regie: Poul Erik Madsen)
- 1997–1999: Taxa (Serie; 11 von 56 Episoden)
- 2000: Unit One – Die Spezialisten (Serie; 1 von 32 Episoden)
- 2001: Gråvejr (Regie: Anne Heeno)
- 2003: l på Vesterbro (Serie)
- 2004: Danmarks Marquis: Marcel de Sade (Regie: Orla Fokdal)
- 2006: Krummerne – Så er det jul igen (Regie: Morten Lorentzen)
- 2007: Milosevic on Trial (Regie: Michael Christoffersen)
- 2007: Lysets nøgle (Serie)
- 2007: 2900 Happiness (Serie; 47 von 142 Episoden)
- 2007: Krøller i sovsen (Regie: Morten Lorentzen)
- 2009: Nuummioq (Regie: Torben Bech, Otto Rosing)
- 2009: Kommissarin Lund – Das Verbrechen (Serie; 1 von 40 Episoden)
- 2009–2010: Kleine Morde unter Nachbarn (Serie; 2 von 22 Episoden)
- 2010–2015: Rosa fra Rouladegade (Serie)
- 2011: The Micro Debt (Regie: Tom Heinemann)
- 2011: Ludvig & Julemanden (Serie; 8 von 24 Episoden)
- 2013: The Ravens Storm (Regie: Pipaluk K. Jørgensen)
- 2014: The Carbon Crooks (Regie: Tom Heinemann)
- 2016: Bitter Grapes (Regie: Tom Heinemann)
- 2023: Sommerdahl Murders (Serie; 2 Episoden)

### Drehbuchautor
- 2019: Ukiotoqqami Pilluaritsi (mit Michael Rosing)